# Oleg Leszczak
Oleg Leszczak (ur. 13 października 1962 we Lwowie) – ukraiński slawista, językoznawca.

## Życiorys
W 1979 ukończył szkołę średnią we Lwowie. W latach 1979–1984 odbył studia z zakresu filologii słowiańskiej na Uniwersytecie Lwowskim. Doktoryzował się w 1992 w Instytucie Językoznawstwa Akademii Nauk Białorusi w Mińsku. Stopień naukowy doktora habilitowanego w zakresie teorii języka, psycholingwistyki, socjolingwistyki oraz języka rosyjskiego uzyskał w 1997 na Uniwersytecie Kubańskim w Krasnodarze.
W latach 1984–1986 był nauczycielem w szkole podstawowej we wsi Derewnia. Od 1986 do 1998 pracował w Wyższej Szkole Pedagogicznej w Tarnopolu. Początkowo zatrudniony był na stanowisku asystenta, a później starszego wykładowcy (1989) i adiunkta (1992). W 1998 podjął pracę na stanowisku profesora nadzwyczajnego w Wyższej Szkole Pedagogicznej w Kielcach, przekształconej następnie w Akademię Świętokrzyską i Uniwersytet Jana Kochanowskiego. Związany jest z Instytutem Filologii Obcych na Wydziale Humanistycznym. Został kierownikiem Zakładu Językoznawstwa i Pracowni Językoznawstwa Rosyjskiego.
Jego zainteresowania naukowe obejmują m.in. lingwosemiotykę, filozofię i psychologię języka, historię filozofii i językoznawstwa oraz teoretyczne problemy nominacji, semantyki, słowotwórstwa i lingwistyki tekstu. Publikował w czasopismach polskich, ukraińskich, estońskich, jugosłowiańskich, czeskich, szwajcarskich, białoruskich, litewskich, rosyjskich i węgierskich. Jest zwolennikiem poglądów m.in. Immanuela Kanta.

## Wybrane publikacje
- Lingwosemiotyczna teoria doświadczenia. Funkcjonalno-pragmatyczna metodologia badań lingwosemiotycznych, t. 1, Kielce 2008
- Lingwosemiotyczna teoria doświadczenia. Doświadczenie potoczne a językowy obraz świata, t. 2, Kielce 2009
- Lingwosemiotyka kultury. Funkcjonalno-pragmatyczna teoria dyskursu, Toruń 2010
- Rosyjski etniczny obraz świata w aspekcie kulturowo-cywilizacyjnym i lingwosemiotycznym, Toruń 2014